# Erupció vulcaniana

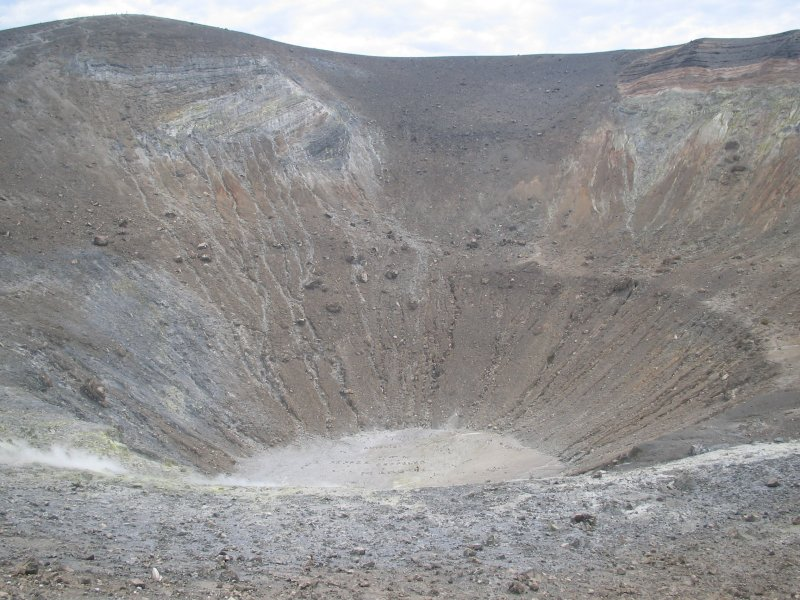
El Gran Cratere, del volcà Vulcano.

Les erupcions vulcanianes normalment comencen amb erupcions freatomagmàtiques que poden arribar a ser extremadament sorolloses per la pujada per la terra de l'aigua escalfada pel magma. A continuació una explosió neteja la xemeneia i es produeix una columna d'erupció de color gris brut, mentre que les antigues roques que taponaven la xemeneia són ejectades fora del respirador. Mentre el respirador s'aclareix, els núvols de cendra es tornen grisos blancs i de color crema, amb volutes de cendra i fum similar a les que es produeixen a les erupcions plinianes. A aquesta fase se segueix una altra amb producció de lava viscosa que conté quantitats altes de gas i que produeix cendra volcànica vidriosa. Es coneixen fluxos piroclàstics, per exemple, a les erupcions de Stromboli 1930, a la de l'Illa de Montserrat des del 1995 a l'actualitat, Mont Unzen 1991-1995 entre d'altres.
En aquests tipus d'erupcions, el tefra es dispersa per àrees més extenses que als tipus d'erupcions hawaianes o estrombolianes. La roca piroclàstica i els dipòsits de base formen un con volcànic, mentre que la cendra cobreix una àrea circumdant força més gran. L'erupció acaba amb un flux de lava viscosa. Les erupcions vulcanianes poden llançar blocs de roca de diversos metres de grandària a uns quants centenars de metres i, ocasionalment, fins a uns quants quilòmetres.
El terme Vulcanià va ser utilitzat per primer cop per Giuseppe Mercalli, en presenciar durant el 1888-1890 les erupcions de l'illa de Vulcano. La seva descripció d'aquest estil d'erupció s'utilitza ara a tot el món. Mercalli descrivia les erupcions vulcanianes com "... un canó disparant a intervals llargs." La seva natura explosiva és degut a l'alt contingut de sílice al magma. Gairebé tots els tipus de magma poden provocar-lo, però el magma amb un 55% o més de sílice és el més comú que produeixi aquests tipus d'erupcions. Els alts nivells de sílice augmenten la viscositat del magma el qual augmenta al seu torn la seva capacitat explosiva.